# Probles extensor
Probles extensor är en stekelart som först beskrevs av Aubert 1971.  Probles extensor ingår i släktet Probles och familjen brokparasitsteklar. Inga underarter finns listade i Catalogue of Life.